# 에구치 타쿠야

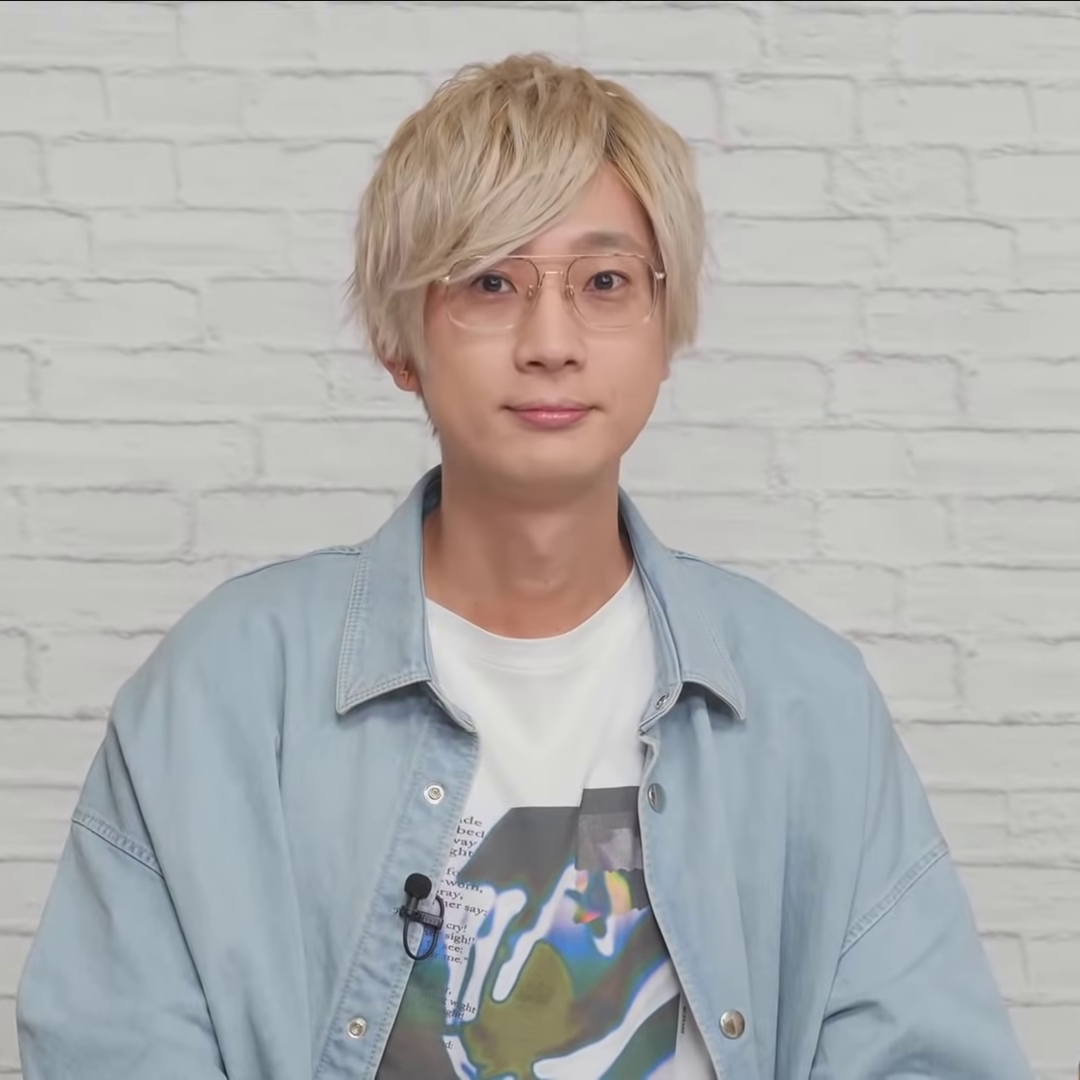

에구치 타쿠야(江口拓也, 1987년 5월 22일 ~ )는 일본의 남자 성우이다. 81 프로듀스 소속.
도쿄도 태생. 이바라키현 출신.

## 작품
- 마왕학원의 부적합자(제페스 인두)
- 역시 내 청춘 러브코메디는 잘못됐다(히키가야 하치만)
- 역시 내 청춘 러브코메디는 잘못됐다(속)(히키가야 하치만)
- 역시 내 청춘 러브코메디는 잘못됐다(완)(히키가야 하치만)
- 앙상블 스타즈!(히비키 와타루)
- A3! (스메라기 텐마)
- 극장판 SPY×FAMILY CODE: White (로이드 포저)
- 극장판 : 기븐 히이라기 믹스 (아키히코)
- 기빗올 : 우리들의 썸머 (니노미야 하야토)
- B-PROJECT (신가리 미로쿠)
- idolish7 (로쿠야 나기)

## 여담
에구치 타쿠야는 역시 내 청춘 러브코메디는 잘못됐다의 히키가야 하치만을 연기하면서 자신이 외톨이(봇치)라는것을 많은 사람들에게 알리는 계기가 되었다. 하지만 봇치라디오의 마지막편에서 유이가하마 유이 CV토야마 나오에 의해 그가 비지니스 외톨이(봇치) 라는 것이 밝혀졌다.